# Klaas van Aken
Klaas van Aken (De Rijp, 18 januari 1882 – Drachten, 6 juni 1947) was een Nederlands beeldhouwer, tekenaar, modelleur en ontwerper.

## Leven en werk
Van Aken wwerd geboren als zoon van de timmerman Arie van Aken en Louisa Catharina Klazina Kunst. Hij werd opgeleid aan de Kunstnijverheidsschool Quellinus in Amsterdam, als leerling van Louis Bourgonjon. Hij werkte voor de fabriek van metaalwarenfabriek J. Daalderop & Zn. in Tiel (1906-1907),, waar hij een van de ontwerpers naast Meine Huisenga was, Van Aken ontwierp er klokken en lampen en modelleerde ornamenten. Hij was daarna achtereenvolgens ontwerper en ciseleur voor de metaalwarenfabriek van Fax in Culemborg (1907-1913), fabrieksleider bij Winkelman & Van der Bijl in Amsterdam (1913) en modelleur, ciseleur en ontwerper voor de lampenfabriek Schoten in Schoten (1913-1914).
Van Aken trouwde in 1911 met de uit Culemborg afkomstige Nicolina Jacoba Louisa van der Poel (1882-1964). Van 1916 tot 1922 had Van Aken in Culemborg zijn eigen praktijk als ontwerper en modelleur van gietmodellen. Vanaf 1922 tot aan zijn overlijden was hij tekenleraar aan de Rijks-hogereburgerscholen in Drachten en Heerenveen. Van Aken ging per 1 april 1947 met pensioen, hij overleed 2 maanden later, op 65-jarige leeftijd. Hij werd begraven op de Zuiderbegraafplaats in Drachten.

## Enkele werken

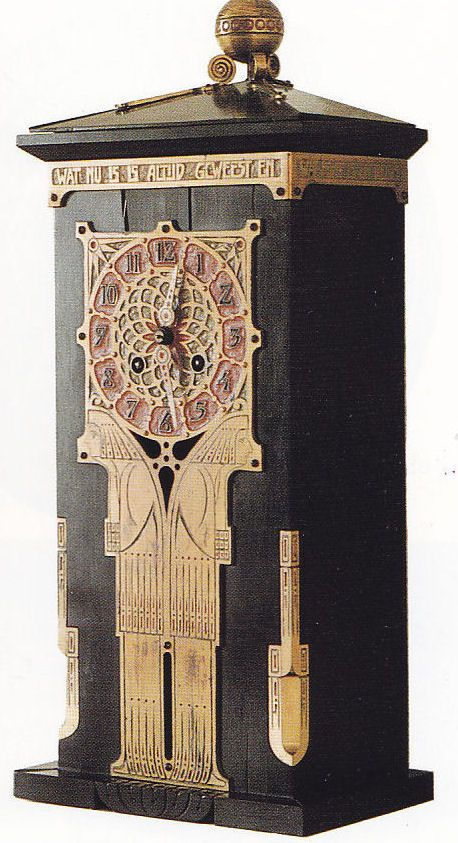
1923 - pendule
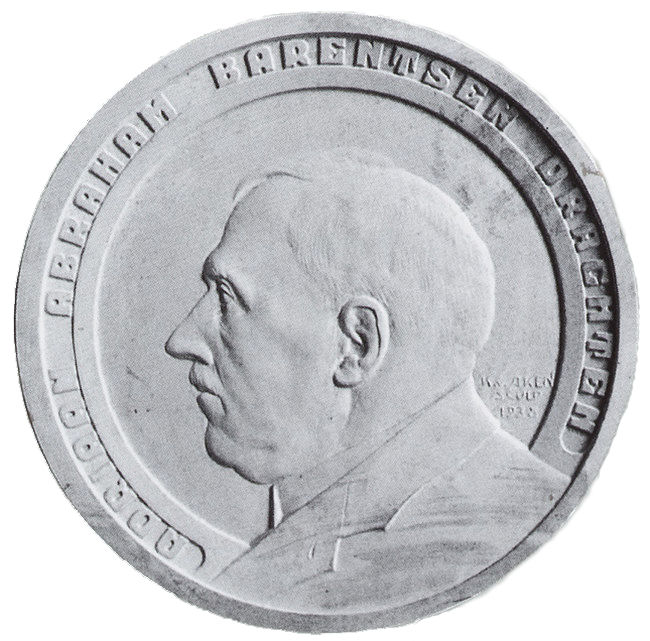
1938 - reliëfportret van Adriaan Abraham Barentsen (1882-1954), apotheker in Drachten.
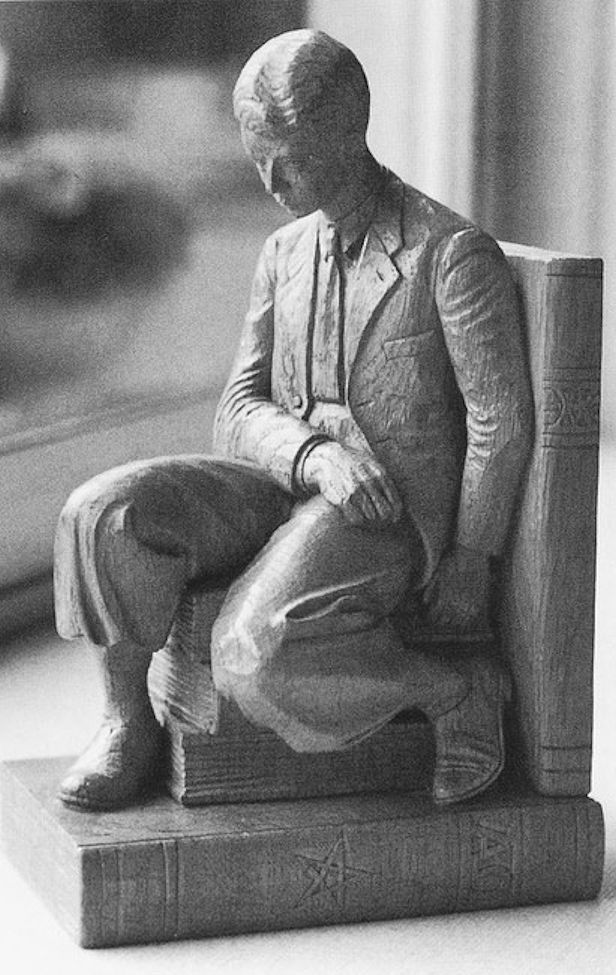
1943 - boekensteun, met een beeldje van zoon Jan

- Biografisch Portaal: 44407602
- RKD-Nederlands Instituut voor Kunstgeschiedenis: 96890